# Ilona Eleková
Ilona Eleková-Schachererová (17. května 1907 Budapešť – 24. července 1988 tamtéž) byla maďarská šermířka.
Ve své disciplíně šerm fleretem získala medaili na třech olympijských hrách, z toho dvakrát zlatou. Je jednou ze čtyř šermířek, kterým se v dosavadní historii olympijských her podařilo obhájit zlatou medaili.
Je jedním ze dvou sportovců, kterým se podařilo obhájit zlatou medaili před a po 2. světové válce (1936 a 1948).
Je pochována na budapešťském hřbitově Farkasréti.